# Tiger (Schiff, 2002)
Die Tiger ist eine Hochgeschwindigkeitsfähre, die die westfriesischen Inseln Terschelling und Vlieland mit Harlingen verbindet.

## Das Schiff
Der Katamaran gehörte anfangs der Gesellschaft Universal Aboitiz und wurde im Juni 2002 als Jet Stream I in Betrieb genommen, aber im selben Monat erneut auf den Namen Supercat 2002 umgetauft. Im Juli 2002 übertrug man das Schiff an die philippinische Reederei Jet Propelled und taufte es auf Tricat 2 um.
Am 10. Juli 2007 erwarb die Reederei Doeksen das Schiff und nahm es  am 27. März 2008 als Tiger in Terschelling in Betrieb. Seitdem verkehrt der Katamaran mehrmals täglich zwischen Harlingen und Terschelling.

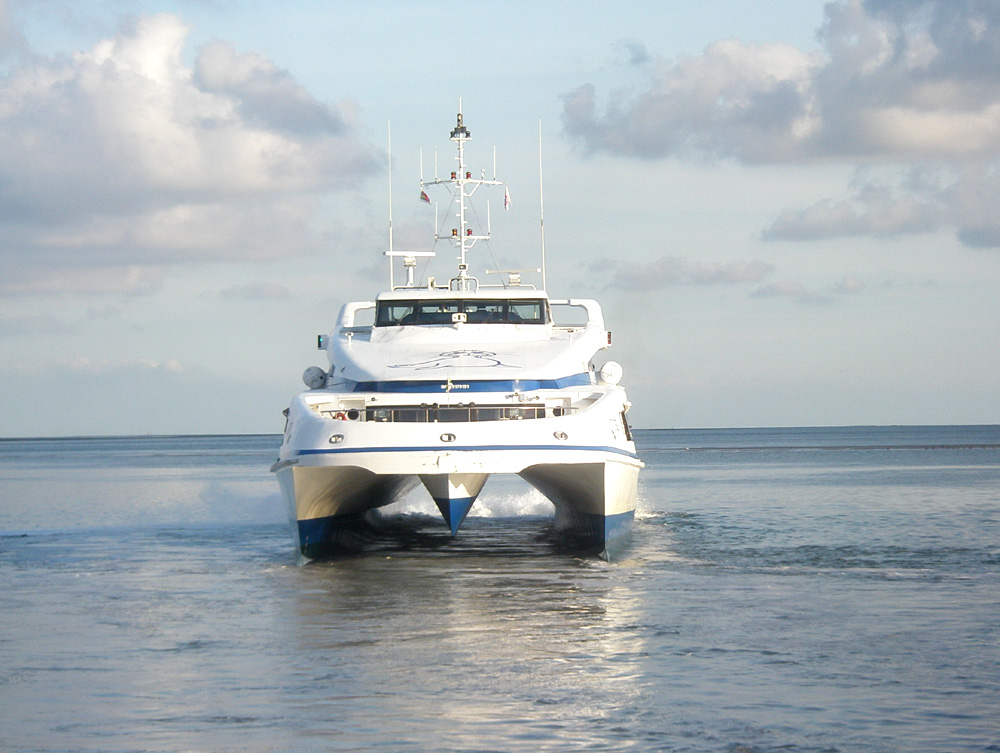
Tiger (2010)